# Artur Egger
Artur Fiodorowicz Egger (ros. Артур Фёдорович Эггер, ur. 4 września?/16 września 1811, zm. 13 stycznia?/25 stycznia 1877) – rosyjski generał porucznik od 1868 roku, dowódca 8 Dywizji Piechoty Imperium Rosyjskiego od 1864 roku.

## Życiorys
W służbie od 1826 roku. Stacjonował w Królestwie Polskim, pełniąc różne funkcje wojskowe. Przeniesiony do Gruzji. Wziął udział w walkach z góralami Imama Szamila. Mianowany generałem majorem w 1861 roku. Wraz z 2 Dywizją Piechoty Imperium Rosyjskiego wziął udział w tłumieniu powstania styczniowego, za co został odznaczony Orderem Świętego Stanisława z Mieczami.